# Demetri Gurieli de Gúria
Demetri Gurieli fou príncep (mthavari) de Gúria del 1660 al 1668.
Era fill de Simó Gurieli de Gúria (que governa per uns dies el 1627) i fou instal·lat al tron per Alexandre III d'Imerècia, que va deposar Kai Khusrau I Gurieli de Gúria el 1660. El 1663 es va proclamar rei d'Imerècia després de la deposició de Artxil i per oposar-se al retorn de Bagrat, però va ser enderrocat el 1664. El 1668 va ser cegat i assassinat i va ser proclamat Jordi III de Gúria, fill de Kai Khusrau I Gurieli.